# Цапу (Сибињ)
Цапу (рум. Țapu) насеље је у Румунији у округу Сибињ у општини Микасаса. Oпштина се налази на надморској висини од 284 m.

## Становништво
Према подацима из 2002. године у насељу је живело 772 становника.

### Попис2002.
| Расподела становништва по националности 2002.‍ | Расподела становништва по националности 2002.‍ | Расподела становништва по националности 2002.‍ | Расподела становништва по националности 2002.‍ | Расподела становништва по националности 2002.‍ |
| --------------------------------------------- | --------------------------------------------- | --------------------------------------------- | --------------------------------------------- | --------------------------------------------- |
|                                               |                                               |                                               |                                               |                                               |
| Румуни                                        | Румуни                                        |                                               | 710                                           | 92,3%                                         |
| Мађари                                        | Мађари                                        |                                               | 38                                            | 4,9%                                          |
| Немци                                         | Немци                                         |                                               | 21                                            | 2,7%                                          |